# 10 000 mètres féminin aux championnats du monde d'athlétisme 1991
Navigation
Rome 1987 Stuttgart 1993
L'épreuve du 10 000 mètres féminin des championnats du monde d'athlétisme 1991 s'est déroulée les 27 et 30 août 1991 dans le Stade olympique national de Tokyo, au Japon. Elle est remportée par la Britannique Liz McColgan.

## Résultats

### Finale
| Rang               | Athlète                | Pays             | Temps    |
| ------------------ | ---------------------- | ---------------- | -------- |
| Médaille d'or      | Liz McColgan           | Royaume-Uni      | 31:14.31 |
| Médaille d'argent  | Zhong Huandi           | Chine            | 31:35.08 |
| Médaille de bronze | Wang Xiuting           | Chine            | 31:35.99 |
| 4                  | Kathrin Ullrich        | Allemagne        | 31:38.96 |
| 5                  | Lynn Jennings          | États-Unis       | 31:54.44 |
| 6                  | Uta Pippig             | Allemagne        | 31:55.68 |
| 7                  | Ingrid Kristiansen     | Norvège          | 32:10.75 |
| 8                  | Derartu Tulu           | Éthiopie         | 32:16.55 |
| 9                  | Jill Hunter            | Royaume-Uni      | 32:24.55 |
| 10                 | Luchia Yishak          | Éthiopie         | 32:27.61 |
| 11                 | Conceição Ferreira     | Portugal         | 32:29.12 |
| 12                 | Delilah Asiago         | Kenya            | 32:33.71 |
| 13                 | Tatyana Pozdnyakova    | Union soviétique | 32:35.17 |
| 14                 | Wang Yongmei           | Chine            | 32:40.22 |
| 15                 | Rosanna Munerotto      | Italie           | 32:44.43 |
| 16                 | Miki Igarashi          | Japon            | 32:44.62 |
| 17                 | Iulia Negura-Olteanu   | Roumanie         | 32:53.57 |
| 18                 | Carole Rouillard       | Canada           | 32:58.77 |
| 19                 | Annette Sergent-Palluy | France           | 33:01.92 |
| 20                 | Izumi Maki             | Japon            | 33:27.84 |
| 21                 | Jane Ngotho            | Kenya            | 33:36.91 |
| —                  | Albertina Dias         | Portugal         | DNF      |
| —                  | Yelena Romanova        | Union soviétique | DNF      |
| —                  | Päivi Tikkanen         | Finlande         | DNF      |
| —                  | Anne Marie Letko-Lauck | États-Unis       | DNF      |

## Légende
Records et Performances
- AR : Record continental (area record)
- CR : Record des championnats (championship record)
- MR : Record du meeting (meet record)
- NR : Record national (national record)
- OR : Record olympique (olympic record)
- PR : Record paralympique (paralympic record)
- PB : Record personnel (personal best)
- SB : Meilleure performance personnelle de la saison (season's best)
- WL : Meilleure performance mondiale de l'année (world leader)
- WJR : Record du monde junior (world junior record)
- WR : Record du monde (world record)

Circonstances et Conditions
- DNF : N'a pas terminé (did not finish)
- DNS : N'a pas pris le départ (did not start)
- DQ : Disqualification (disqualification)
- NM : Aucun essai valable enregistré (No Mark)
- Q : Qualifié « directement » au prochain tour (ou à la prochaine compétition), lors d'une compétition majeure, grâce au classement ou à la réalisation des minima (automatic qualifier)
- q : Qualifié au prochain tour (ou à la prochaine compétition), lors d'une compétition majeure, grâce au repêchage ou à la réalisation de l'une des meilleures performances parmi celles des « non qualifiés directement » (grâce au meilleur temps ou à la meilleure distance par exemple) (secondary qualifier)